# Кардінале
Кардінале (італ. Cardinale, сиц. Cardinali) — муніципалітет в Італії, у регіоні Калабрія,  провінція Катандзаро.
Кардінале розташоване на відстані близько 490 км на південний схід від Рима, 34 км на південний захід від Катандзаро.
Населення — 2223 особи (2014).

## Демографія
Населення за роками:

Станом на 1 січня 2023 року в муніципалітеті офіційно проживало 15 іноземців з 7 країн, серед них 11 громадян країн Євросоюзу.

## Сусідні муніципалітети
- Аргусто
- Броньятуро
- К'яравалле-Чентрале
- Даволі
- Гальято
- Сан-Состене
- Сатріано
- Сімбаріо
- Торре-ді-Руджеро